# Cratyna rhynchophysa
Cratyna rhynchophysa är en tvåvingeart som beskrevs av Yang, Zhang och Yang 1993. Cratyna rhynchophysa ingår i släktet Cratyna och familjen sorgmyggor.
Artens utbredningsområde är Fujian (Kina). Inga underarter finns listade i Catalogue of Life.